# Hartsbi
Hartsbi (Trachusa byssina) är ett solitärt (icke samhällsbildande) bi i familjen buksamlarbin.

## Utseende
Ett tämligen kraftigt bi med rödbrunt huvud och ryggsida på mellankroppen (mellankroppens sidor är vitaktiga) och nästan svart bakkropp. Arten blir mellan 9 och 11 mm lång.

## Ekologi
Hartsbiet är specialserat på ärtväxter som näringskälla. Flygtiden sträcker sig från juni till juli, vissa år till augusti. Under sommaren bygger honan sina larvbon i grus- och sandmark med öppningar i växtligheten som outnyttjade sandtag, solexponerade skogsbryn, sandiga vägrenar och skogsstigar, ofta i kolonier tillsammans med andra honor av samma art. Bona anläggs som nästan horisontella tunnlar på 8 till 10 cm längd. De grenar sig i två till tre armar, och varje gren avslutas med två till fyra larvceller, som honan förser med näring i form av pollen och nektar. På insidan täcks gångarna med blad från björk eller mjölke, som klistras ihop med kåda. Det förekommer att bona parasiteras av konkägelbi, vars larv lever av den insamlade näringen efter det att värdägget ätits upp eller värdlarven dödats.

## Utbredning
Arten förekommer i större delen av det europeiska fastlandet, österut förbi Kaukasus till norra Asien.
Hartsbiet är reproducerande i Sverige och betecknas där som livskraftigt. Det förekommer upp till Ångermanland, men är vanligast i östra Götaland och Svealand. I Finland är det vanligt i södra och östra delarna av landet. Det finns även i Norge och Danmark.